# Glavarjeva cesta, Ljubljana
Glavarjeva cesta je ena izmed cest v Ljubljani.

## Zgodovina
28. novembra 1939 je mestni svet poimenoval novo cesto po slovenskemu kulturnemu delavcu Petru Pavlu Glavarju.

## Urbanizem
Cesta poteka od križišča s Dunajsko cesto do križišča s Slovenčevo ulico.
Na cesto se (od vzhoda proti zahodu) povezujejo: Novinarska, Pegamova, Rožanska, Grafenauerjeva in Herbersteinova. Predel ceste med Herbersteinovo ulico in Dunajsko cesto ni prevozen, saj je cesta spremenjena v podhod.